# Une étrange affaire
Une étrange affaire  is een Franse film van Pierre Granier-Deferre die werd uitgebracht in 1981. 
Het scenario is gebaseerd op de roman Affaires étrangères (1979) van Jean-Marc Roberts.

## Verhaal
Louis Coline heeft een job in de publiciteitssector van een groot warenhuis in Parijs. Op een dag wordt er een sociaal plan afgekondigd dat de zaak beter moet doen renderen. Het warenhuis wordt daarbij overgenomen door Bertrand Malair, een alom gewaardeerde en belangrijke zakenman. Die maakt een discrete intrede en komt wat laconiek en ondoorgrondelijk over. Hij komt in contact met Louis en besluit niet alleen hem in dienst te houden maar hem ook te bevorderen tot zijn persoonlijke assistent en tot baas van de publiciteitsafdeling.
Na een tijdje begint Malair Louis steeds meer verantwoordelijkheid te geven en hem ook meer en meer op te eisen. Alhoewel Louis beseft dat Malair met zijn intellect en charmes manipulatief te werk gaat, lijkt hij wel betoverd door zijn baas. Die dringt zelfs door tot in de privésfeer van Louis. Nina, de vrouw van Louis, ziet met lede ogen aan hoe belangrijk Malair voor haar man is geworden en hoe zijzelf op de achtergrond aan het verdwijnen is. Ten slotte besluit ze hem te verlaten.

## Rolverdeling
| Acteur               | Personage                              |
| -------------------- | -------------------------------------- |
| Michel Piccoli       | Bertrand Malair, de nieuwe baas        |
| Gérard Lanvin        | Louis Coline                           |
| Nathalie Baye        | Nina Coline, de vrouw van Louis        |
| Jean-Pierre Kalfon   | François Lingre                        |
| Jean-François Balmer | Paul Belais                            |
| Pierre Michael       | Gérard Doutre, de dienstchef van Louis |
| Madeleine Cheminat   | Yvette, de grootmoeder van Louis       |
| Dominique Blanchar   | de moeder van Louis                    |
| Victor Garrivier     | Robert, de vader van Nina              |
| Jacques Boudet       | mijnheer Blain, de personeelschef      |